# Vallon de la Gourre
Le Vallon de la Gourre est un ruisseau français qui coule dans le département du Var. Il prend sa source dans le massif des Maures près du sommet de la Maure à 550 mètres d'altitude (commune de Bormes-les-Mimosas). Il se jette dans le Vallon des Caunes en amont de la Maison Forestière des Caunes. 

## Affluents
Le Vallon de la Gourre ne compte pas d'affluent référencé mais de nombreux ruisseaux au cours très irrégulier l'alimentent.

## Parcours

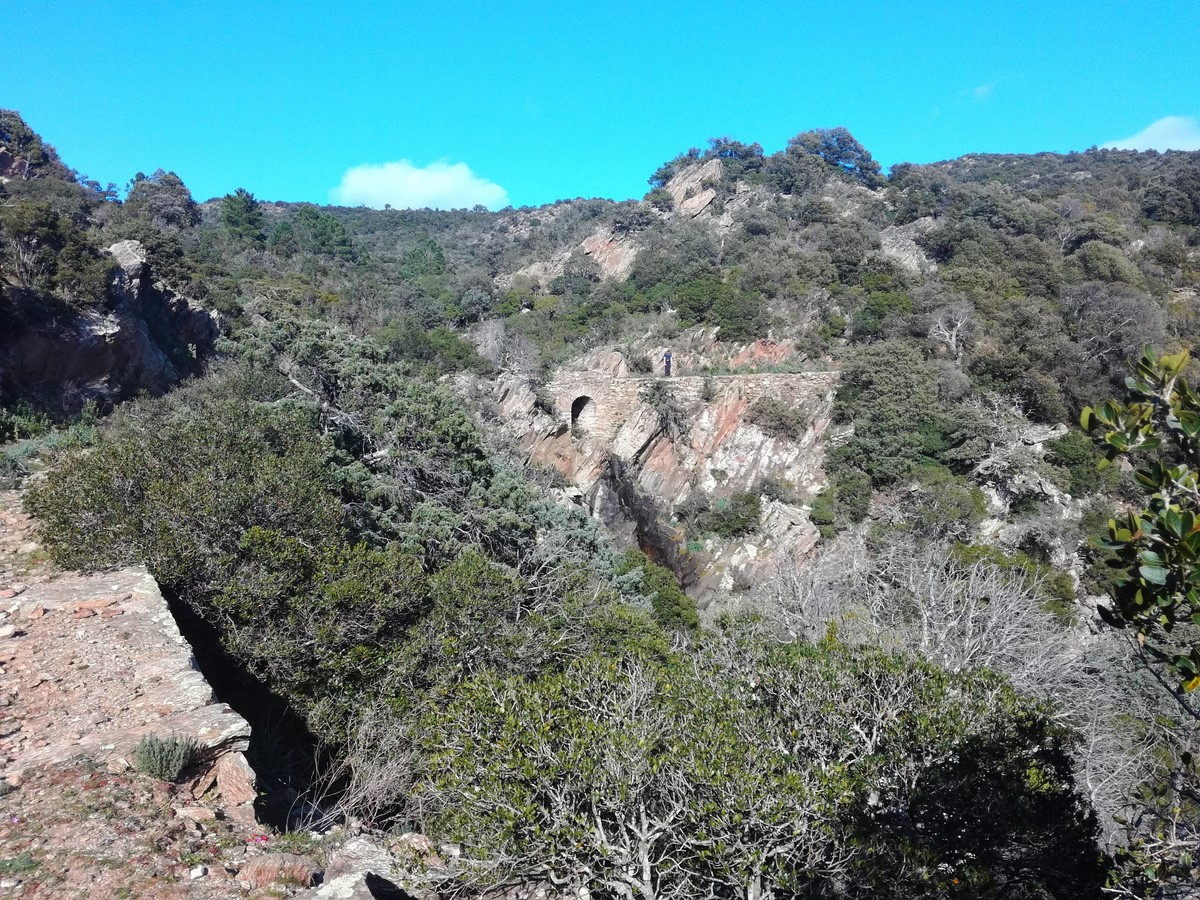
Le Vallon de la Gourre, hiver 2020.

- Bormes-les-Mimosas